# Ley Integral para Personas Trans
La Ley N.º 19.684 o Ley Integral para Personas Trans (conocida como "Ley trans") es una ley aprobada por el Parlamento de Uruguay el 16 de octubre de 2018, y sancionada dos días después, que establece políticas públicas específicas para garantizar los derechos humanos de la población transgénero. El objetivo de la ley es disminuir la discriminación estructural que sufre esta población. Es una norma integral que incluye medidas de protección, promoción y reparación en múltiples aspectos, como salud, trabajo y educación.

## Creación

### Contexto social de la población trans de Uruguay
El contexto social de la comunidad transgénero en el Uruguay está caracterizado por importantes carencias y exclusiones ocasionadas por la discriminación y la estigmatización. En el Primer Censo de Personas Trans del Uruguay, realizado en 2016 por el Ministerio de Desarrollo Social, de 853 personas censadas, solo el 16% superaba los 50 años de edad. El ingreso promedio del hogar de una persona trans era de $7471, alrededor de la mitad del salario mínimo. El 67,5% de las personas censadas declaró que tiene o tuvo que ejercer la prostitución para generar un ingreso. El 87,9% no completó estudios secundarios y el 88% reportó haber sufrido discriminación en ámbitos educativos. El 25% debió abandonar su hogar antes de los 18 años debido al rechazo de sus familias y el 58% vivió discriminación por parte de familiares. El 18% declaró que no asiste a centro de salud por temor a la discriminación.

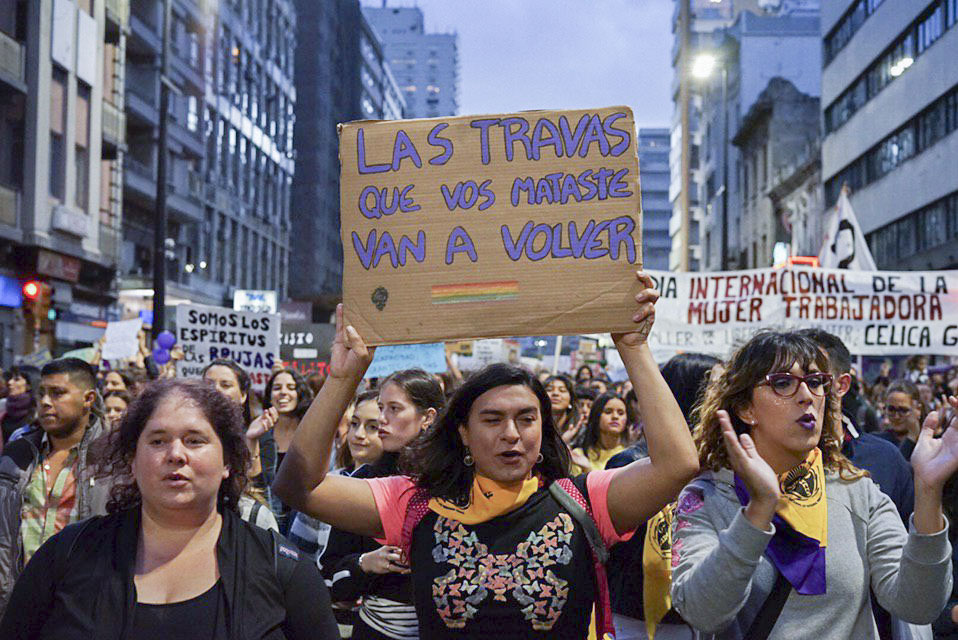
Josefina González en la marcha del Día Internacional de la Mujer de 2019 utilizando el pañuelo insignia de la Campaña Nacional por la Ley Trans

Según el censo, el 90% de las personas trans se identifican como mujeres y solamente el 18,5% logró realizar el cambio de nombre y sexo registral que permite la Ley N.º 18.620. El 61% de las personas censadas aseguraron que no tenían interés en realizarse una cirugía de reasignación de sexo, en tanto que el 38% sí tenía interés, pero solamente el 1% había llevado a cabo la cirugía. El 15% se ha realizado distinto tipo de intervenciones para modificar su cuerpo, el 17% ha utilizado silicona industrial, el 5,2% ha recurrido a aceite de motor, y el 11% se ha aplicado un tratamiento hormonal sin prescripción médica.

### Campaña Nacional por la aprobación de la Ley Integral Trans
El 26 de agosto comenzó una campaña de apoyo al proyecto de ley, llevada adelante por 33 organizaciones sociales. Los lemas de la campaña fueron #LeyTransYa y “Nuestro derecho a SER es urgente”, frases que se estamparon sobre el pañuelo amarillo que utilizaban las personas como manifestación de apoyo y se utilizaron en las redes sociales. La campaña, autogestionada desde la sociedad civil y liderada por activistas trans como Marcela Pini, Josefina González, Delfina Martínez, Karina Pankievich, Diana Sellanes Alfonso Pisano, Lucky Piñeiro,  Agustín Cheda, entre otres; logró una importante adhesión y cosechó más de 60.000 firmas que fueron entregadas al Parlamento el 10 de octubre de 2018.

### Aprobación parlamentaria
La ley recibió la aprobación de la Cámara de Senadores el 16 de octubre de 2018, con 17 votos afirmativos de 29. La ley fue sancionada definitivamente por la Cámara de Representantes el 18 de octubre, con 62 votos a favor de 88.

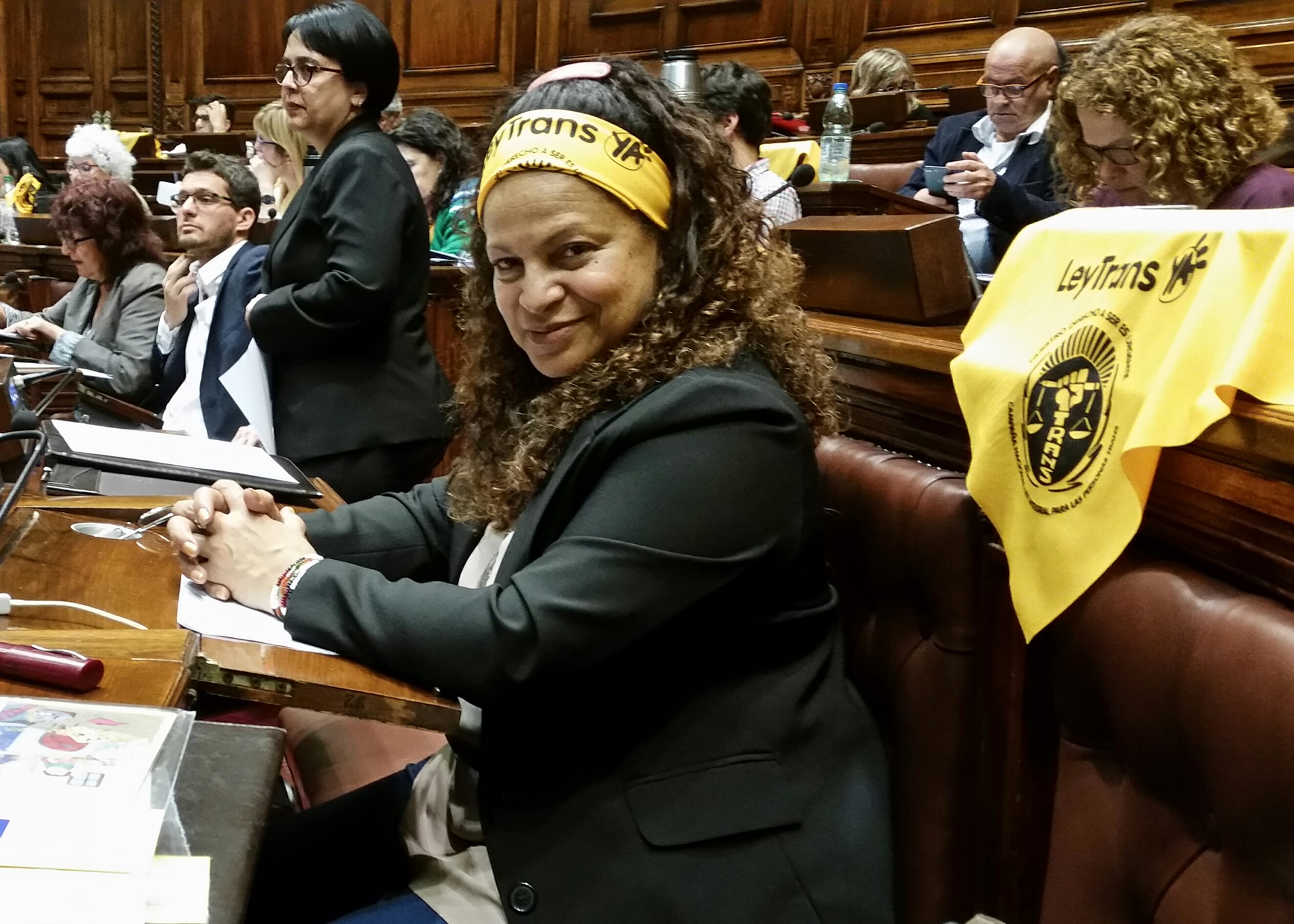
Susana Andrade en sesión de la Cámara de Diputados en 2018, con el pañuelo de la Campaña Nacional por la Ley Trans

## Contenido de la ley

### Derecho a la identidad de género
El artículo 1 establece el derecho a la identidad de género:
"Toda persona tiene derecho al libre desarrollo de su personalidad conforme a su propia identidad de género, con independencia de su sexo biológico, genético, anatómico, morfológico, hormonal, de asignación u otro".
La ley simplifica el trámite para el cambio de nombre y sexo registral, que pasa de ser un trámite judicial a uno administrativo ante la Dirección General del Registro de Estado Civil. Los sistemas oficiales de información estadística deben incorporar la variable "identidad de género".

### Definición de persona trans
En el artículo 4, inciso C) se define a la persona trans como:
"la persona que se autopercibe o expresa un género distinto al sexo que le fuera asignado al momento del nacimiento, o bien un género no encuadrado en la clasificación binaria masculino femenino, independientemente de su edad y de acuerdo a su desarrollo evolutivo psicosexual".

### Educación y formación profesional
Las instituciones educativas deben asegurar que las personas trans no serán excluidas, y desarrollar alternativas específicas para los casos en que existan dificultades para su inclusión. En los casos que sea necesario, brindarán apoyo psicológico, pedagógico, social y económico para que puedan terminar sus estudios. El 2% de las becas estudiantiles y el 1% de las plazas en programas de formación laboral serán destinadas a personas trans.

### Trabajo
Se establece un cupo laboral del 1% en puestos de trabajo del sector público, que serán asignados por concurso, entre personas trans que cumplan los requisitos para dichos puestos.

### Cultura
Se diseñarán políticas culturales para la inclusión de las personas trans, y se incorporará la perspectiva de la identidad de género en los fondos y programas de apoyo a la cultura.

### Vivienda
Los programas y políticas de vivienda incluirán específicamente a las personas trans.

### Salud
Se asegura el acceso de las personas trans a todos los servicios de salud, sin discriminación ni patologización de su identidad de género. Los prestadores de salud privados no podrán aplicar ningún derecho de admisión. 
Las personas mayores de 18 años tienen acceso a servicios de salud adecuados, incluyendo, aunque no únicamente, los que les permiten adecuar su cuerpo a su identidad de género, como tratamientos hormonales y cirugías parciales o totales. Para los tratamientos irreversibles no se exigen autorizaciones judiciales ni administrativas, siendo el único requisito el consentimiento informado contando con una valoración médica exhaustiva. Los distintos servicios de salud para la población trans serán brindados por el Sistema Nacional Integrado de Salud.   
Las personas menores de 18 años podrán acceder a tratamientos hormonales con o sin consentimiento de su madre y padre. En caso de no tener dicho consentimiento, será posible acceder al tratamiento con un informe favorable del equipo médico y autorización judicial. La regulación de estos procedimientos ayuda a prevenir la hormonización clandestina, que conlleva riesgos para la salud de las personas tratadas. Sin embargo, la ley no prevé el acceso a cirugías genitales irreversibles por parte de menores sin el consentimiento de sus responsables legales. Para el acceso de menores a estos y otros derechos y prestaciones aseguradas por la ley, se tiene en cuenta el principio de autonomía progresiva y el derecho al libre desarrollo personal que consagra el Código de la Niñez y la Adolescencia (CNA). Se toma en cuenta, además, que una gran proporción de personas trans fue expulsada de su hogar, perdiendo contacto con sus padres antes de los 18 años. Para estos casos se prevé la posibilidad de contar con un tutor legal frente al Poder Judicial.
En Uruguay existe desde 2016 una guía clínica para la hormonización en personas trans elaborada por el Ministerio de Salud Pública y una policlínica especializada para personas trans en el Hospital Saint Bois donde se aplican protocolos que no patologizan a esta población y que ha otorgado tratamientos de hormonización a pacientes de 16 años con el consentimiento de sus padres. Nunca se ha realizado una cirugía de cambio de sexo a menores de edad en Uruguay.

### Régimen reparatorio
Podrán acceder a una reparación económica aquellas personas trans que, nacidas antes del 31 de diciembre de 1975, hayan sido víctimas de violencia institucional o hayan estado presas bajo el régimen de la dictadura cívico-militar uruguaya, o hayan sufrido otras limitaciones al ejercicio de sus derechos, a causa de su identidad de género. Esta pensión no se otorga a personas que perciban una jubilación, pensión, retiro o subsidio transitorio por incapacidad parcial (a menos que opten por la reparación económica). Tampoco será otorgada a las personas con ingresos superiores a 15 BPC (quince Bases de Prestaciones y Contribuciones) mensuales. La prestación asciende a 3 BPC. No se creará ningún nuevo impuesto para pagar estas pensiones.

## Reglamentación e implementación

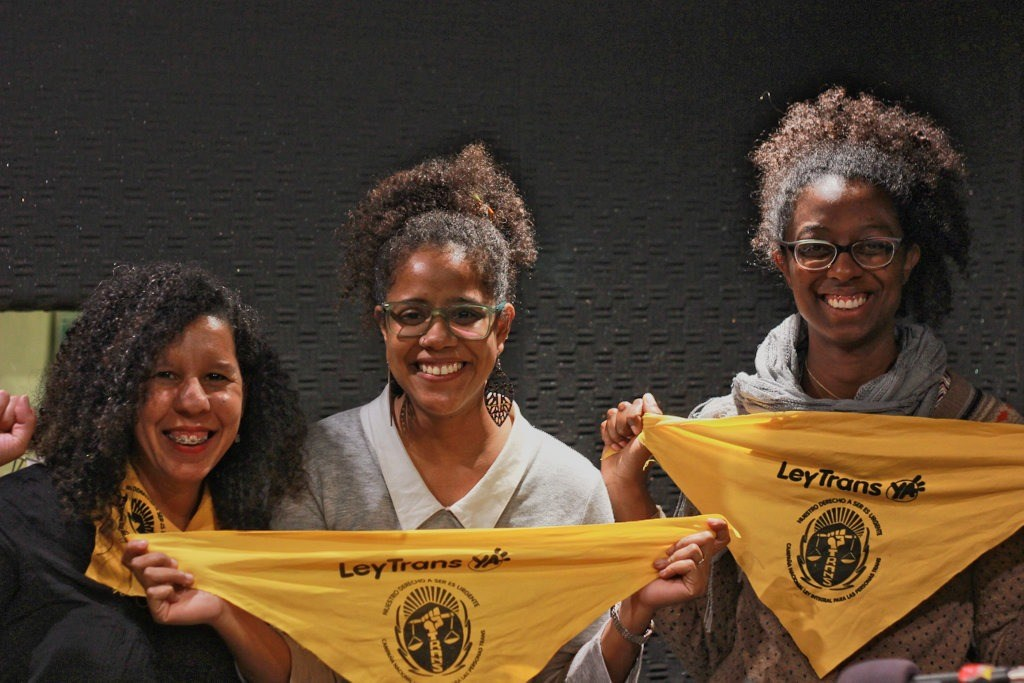
Las militantes feministas afrouruguayas Fabiana Miguez, Fernanda Olivar y Tania Ramírez en abril de 2019 con pañuelos de la Campaña Nacional por la Ley Trans

La Ley Integral para Personas Trans fue promulgada por el Poder Ejecutivo el 26 de octubre de 2018 y reglamentada por el Decreto N.º 104/019 del 29 de abril de 2019. En julio de 2019 el Ministerio de Desarrollo Social anunció la aprobación de las primeras siete prestaciones para la reparación de personas trans que fueron víctimas de la dictadura, y la empresa estatal OSE realizó el primer llamado laboral que incluye el cupo para personas trans.
En abril de 2022, a casi tres años de su reglamentación, la implementación sigue avanzando, pero en gran medida aún se incumple, se desconoce y se aplica desigualmente en distintas regiones del país, según informan colectivos LGBTI.

## Propuesta de derogación

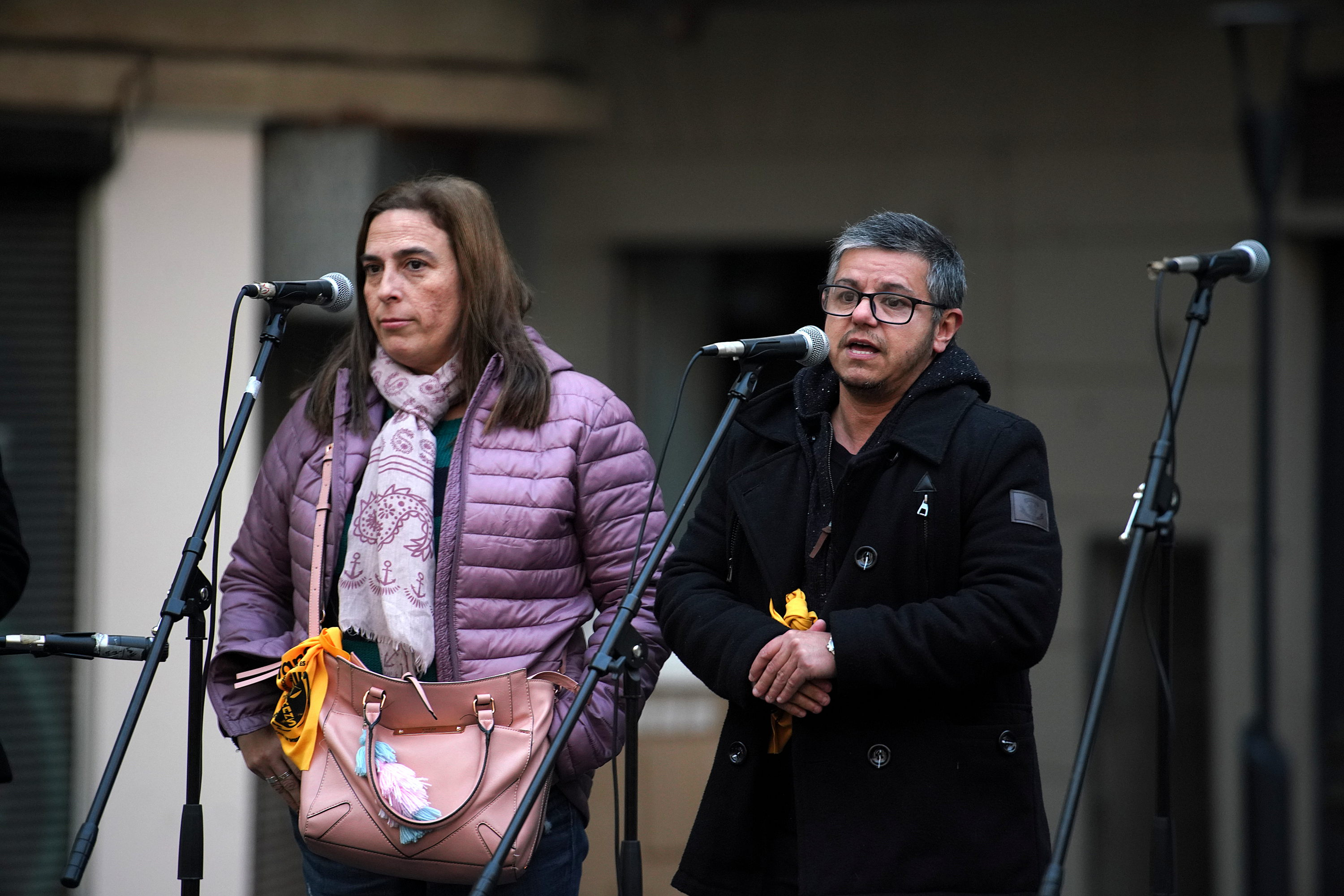
Rodrigo Falcón de Trans Boys Uruguay usando el pañuelo de la Campaña Nacional por la Ley Trans en la inauguración de la plaza de la Diversidad de Montevideo en julio de 2019

En noviembre de 2018 los diputados nacionalistas Carlos Iafigliola y Álvaro Dastugue comenzaron una campaña de recolección de firmas con el objetivo de derogar la ley. Estos diputados argumentan que la ley "niega la biología" y cuestionan que menores de edad puedan acceder a tratamientos hormonales sin el consentimiento de sus padres. Integrantes de la Campaña Nacional Ley Integral para Personas Trans presentaron una denuncia penal contra ambos diputados por incitación al odio. Instituciones médicas, como la Sociedad Uruguaya de Medicina Familiar y Comunitaria y el Sindicato Médico del Uruguay, han asegurado en comunicados públicos que circula información falsa acerca de la implementación de la ley. Estas y otras instituciones han desmentido que se aplicarán tratamientos quirúrgicos y hormonales a niñas y niños.
En marzo de 2019 Iafigliola y Dastugue presentaron a la Corte Electoral 69.360 firmas, superando el 2% del padrón electoral, necesario para iniciar un proceso de referéndum. Se dispuso la realización de un pre-referéndum el 4 de agosto, en el cual no fue obligatorio votar. La votación en esta instancia estuvo en el entorno del 10% de los habilitados, no llegando al 25% necesario para convocar a referéndum.